# Robert Landa
Robert Landa (* 12. října 1982) je český basketbalista hrající Národní basketbalovou ligu za tým BK Děčín. Hraje na pozici pivota. Je vysoký 200 cm, váží 102 kg.

## Kariéra
- 2003–2004 : BC Sparta Praha
- 2004–2005 : USK Praha
- 2005–2007 : BK Kondoři Liberec
- 2006–2007 : BC Lokomotiva Plzeň (střídavý start v nižší soutěži)
- 2007–???? : BK Děčín